# Cuevas del Campo
Cuevas del Campo è un comune spagnolo di 2 098 abitanti situato nella comunità autonoma dell'Andalusia.